# 소베쓰정
소베쓰정(일본어: 壮瞥町)은 일본 홋카이도 이부리 종합진흥국 관내 서부에 있는 정이다. 도야호의 남동쪽 기슭과 접하고, 우스산·쇼와신산과 같은 화산이 있는 정이다. 눈싸움 국제 대회가 개최되는 곳으로도 알려져 있다.

## 지리
소베쓰라는 지명은 아이누어의 소·펫(ソー・ペッ, 폭포의 강)에서 유래했다. 이 폭포란 도야호에서 소베쓰강이 흐르기 시작하는 지점에 있는 폭포인 소베쓰 폭포이다. 도야호 주변에는 도야코 온천(료칸 호텔의 대부분은 도야코정역에 있다)과 소베쓰 온천이 있고, 오사루강 유역의 반케이 지구에는 반케이 온천이 있다. 홋카이도 안에서는 여름은 시원하고 겨울은 온난한 기후이다.

### 인접한 자치체
- 이부리 종합진흥국
  - 노보리베쓰시
  - 다테시
  - 시라오이군 시라오이정
  - 아부타군 도야코정

## 역사
- 1915년 4월 1일 - 2급 정촌제가 시행되었다.
- 1935년 4월 1일 - 1급 정촌제가 시행되었다.
- 1962년 1월 1일 - 정으로 승격해 소베쓰정이 되었다.

## 산업
관광업과 농업이 주 산업이며 특히 과수원(사과)이 많다.

## 교통

### 도로
- 국도 453호선(일본어판)